# Come on In
Come on In è un film muto del 1918 diretto da John Emerson.

## Trama
Durante la prima guerra mondiale, la giovane stenografa Emmy Little deve scegliere tra due pretendenti: uno è il sergente Eddie Short, l'altro l'assistente del suo principale, Otto Schott. La ragazza decide che sposerà quello che si rivelerà il più patriottico dei due. E, quando Otto le dichiara che per merito suo sono stati catturati numerosi agenti tedeschi, accetta di sposarlo. In realtà, Otto è una spia e i suoi complici, dopo il matrimonio, imprigionano lo zio di Emmy, un colonnello, nella cantina. L'uomo sarà salvato dall'intervento di Eddie che fa arrestare le spie. Il militare poi raggiunge i due novelli sposi in viaggio di nozze e rivela a Emmy che il marito non solo è una spia tedesca ma che in Germania ha già due mogli. Libera, Emmy adesso accetta di diventare la moglie del valoroso militare che, promosso, è diventato tenente.

## Produzione
Il film fu prodotto dalla Famous Players-Lasky Corporation e dalla John Emerson & Anita Loos Productions.

## Distribuzione
Distribuito dalla Paramount Pictures e dalla Famous Players-Lasky Corporation, il film - presentato da Adolph Zukor - uscì nelle sale cinematografiche USA 22 settembre 1918.